# 툼 레이더 2: 판도라의 상자
《툼 레이더 2: 판도라의 상자》(영어: Lara Croft Tomb Raider: The Cradle of Life)는 2003년 공개된 영화로, 《툼 레이더》의 속편이다. 감독은 전편의 사이먼 웨스트에서 얀 더본트로 교체되었고, 안젤리나 졸리가 전편과 마찬가지로 주인공 라라 크로프트 역을 맡았다. 제라드 버틀러가 새로운 파트너 역으로 캐스팅되었다.

## 줄거리
그리스 산토리니 섬에서 강한 지진으로 인해 알렉산더 대왕의 보물들이 숨겨진 루나 사원이 발견된다. 보물 중에는 암호 같은 문양이 새겨진 빛나는 구슬이 있었고, 고고학자 라라 크로프트는 이 구슬을 발견하지만, 범죄 조직의 우두머리인 첸과 시엔 형제에게 습격을 받는다. 라라는 구슬을 빼앗기지만, 이상한 메달을 가지고 탈출한다.
영국 정보국 MI6는 라라에게 고대 전설 속의 판도라의 상자에 대한 정보를 알려준다. 상자에는 생명의 기원과 대립되는 치명적인 전염병이 들어있다고 한다. 이 상자는 '생명의 요람'이라는 신비로운 장소에 숨겨져 있으며, 그 위치는 마법 구슬을 통해 알 수 있다는 것이다. 구슬은 첸 로가 훔쳐갔고, 그는 노벨상 수상자 출신의 생화학 무기 거래상인 조나단 라이스에게 팔려고 한다.
라라는 라이스가 구슬을 손에 넣는 것을 막기 위해 MI6의 제안을 받아들인다. 그녀는 과거 연인이자 첸 로의 범죄 조직에 대해 잘 아는 테리 셰리던의 석방을 조건으로 내건다. 라라와 테리는 첸 로의 은신처에 침입하여 테라코타 병사를 밀수하고 있는 그를 제압한다. 그리고 구슬이 중국 상하이에 있다는 정보를 얻는다. 상하이에서 라라는 첸의 형제인 시엔이 라이스에게 구슬을 넘기려 하는 것을 발견한다. 하지만 라이스는 시엔을 배신하고 죽이고, 라라는 구슬이 담긴 상자에 추적 장치를 설치한다.
라라와 테리는 홍콩의 연구소에서 구슬을 찾지만, 라라는 라이스에게 붙잡힌다. 라이스는 전염병을 퍼뜨려 자신이 가치 있다고 여기는 사람들만 살리겠다는 계획을 드러낸다. 라라는 절망에 빠지지만, 테리의 도움으로 구슬을 되찾고 날개옷을 입고 탈출한다. 다음 날, 라라는 구슬의 암호를 해독하여 생명의 요람이 탄자니아 킬리만자로 산 근처에 있다는 것을 알게 된다. 라라의 조수인 브라이스와 집사 힐러리는 암호 해독을 돕던 중 라이스에게 붙잡힌다.
라라는 케냐로 가서 오랜 친구 코사와 만난다. 그들은 지역 부족에게 생명의 요람에 대해 물어보고, 부족장은 그곳이 '그림자 수호자'가 지키는 분화구 안에 있다고 말한다. 라라 일행이 탐험을 시작하자 라이스의 부하들이 습격하여 부족민들을 죽이고, 라라는 인질로 잡힌다. 라이스는 라라를 협박하여 생명의 요람으로 향한다. 분화구에서 그들은 죽은 나무의 젖은 곳에서 나타났다 사라지는 괴물인 그림자 수호자들과 마주친다. 수호자들은 라이스의 부하들을 죽이지만, 라라는 '열쇠구멍'을 찾아 구슬을 넣고, 수호자들은 사라지며 생명의 요람 입구가 열린다.
라라와 라이스는 기이한 결정으로 이루어진 미로인 요람 안으로 들어간다. 그곳에서 그들은 부식성이 강한 검은 산성 액체 웅덩이를 발견하고, 그 안에 판도라의 상자가 떠 있는 것을 발견한다. 테리가 나타나 인질들을 풀어주고 라라와 합류한다. 라라는 라이스와 싸우지만, 라이스가 우위를 점한다. 라라가 죽기 직전, 테리가 라이스의 주의를 돌려 라라를 구한다. 라라는 라이스를 쓰러뜨리고 그를 산성 웅덩이에 던져 죽인다. 그 후, 테리는 자신이 상자를 갖겠다고 선언한다. 라라는 어쩔 수 없이 테리를 총으로 쏴 죽이고 상자를 다시 웅덩이에 넣은 채 떠난다.
다음날 아침, 라라는 마을 사람들과 작별을 고하고 떠날 준비를 한다. 친구들이 아프리카 여성들에게 얼굴에 색칠을 받는 것을 보고, 라라는 그것이 결혼식 준비라고 경고한다. 그러자 친구들은 도망가고, 라라와 함께 떠난다.

## 배역
- 안젤리나 졸리 - 라라 크로프트
- 제라드 버틀러 - 테리 셰리던
- 키어런 하인즈 - 조너선 라이스
- 자이먼 혼수 - 코사
- 틸 슈바이거 - 숀
- 노아 테일러 - 브라이스
- 크리스토퍼 배리 - 힐러리
- 임달화 - 첸 로
- 윤자유 - 셴 로
- 다니엘 칼타기론 - 니콜라스 페트라키
- 파비아노 마르텔 - 지미 페트라키
- 조니 코인 - 구스 페트라키
- 로버트 카버너 - MI6 스티븐스 요원 스티븐스
- 로난 비버트 - MI6 캘러웨이 요원 캘러웨이
- 레니 주마 - 마을 지도자 1
- 레이몬드 오풀라 - 마을 지도자 2
- 헤즈론 아주알라 - 마을 지도자 3
- 알프레드 칼립소 - 부족 구성원
- 에이스 요나마인
- 로버트 아티코 - 아민 칼
- 셜리 샨트렐 - 슈 메이
- 상 뢰 - 세이 링 메신저
- 리처드 리딩즈 - Mr. 몬자
- 탐 우 - 숀의 부하 1
- 제럴드 키드 - 숀의 부하 2
- 제이미 조 - 레이스의 경호원 1
- 칸 본필스 - 레이스의 경호원 2
- 마크 햄튼 - 레이스의 경호원 3
- 마틴 글린 머레이 - 잠수함 의사
- 그레이엄 맥타비쉬 - 잠수함장 역

## 한국판 성우진(SBS)
- 김아영 - 라라 크로포트(안젤리나 졸리)
- 안지환 - 테리 셰리던(제라드 버틀러)
- 장광 - 조나단 라이스(키어런 하인즈)
- 문옥현 - 대만 주민(셜리 챈트렐)
- 조동희 - 거스 페트라키(조니 코인)
- 이재정 - 조나단의 고객(엘리자베스 실)
- 민응식 - 숀(틸 슈바이거)
- 김순영 - 대만 소년(빈센트 폰)
- 서광재 - 힐러리(크리스 베리)
- 장주영 - 스티브스 요원(로버트 카버너)
- 김관진 - 첸 로(임달화)
- 김영선 - 캘러웨이 요원(로난 비버트) / 니콜라스(다니엘 카타지론느)
- 엄태국 - 브라이스(노아 테일러)
- 임채헌 - 코사(자이먼 혼수) / 지미(파비아노 마르텔)

## 같이 보기
- 비디오 게임을 원작으로 한 영화 목록